# Agnes Blannbekin
Agnes Blannbekin (c. 1244-10 de marzo de 1315) fue una beguina y mística cristiana. Conocida también como «Santa Agnes Blannbekin» o «Venerable Agnes Blannbekin» pese a que nunca fue beatificada ni canonizada por la Iglesia católica, experimentó varias supuestas revelaciones que posteriormente serían compiladas por un confesor anónimo antes de ser transcritas por el monje Ermenrich y publicadas en 1731 como Venerabilis Agnetis Blannbekin. Estas copias serían confiscadas por los jesuitas, sobreviviendo en principio solo dos manuscritos, uno de los cuales resultó destruido en un incendio en la biblioteca de Estrasburgo en 1870. El único manuscrito existente, actualmente propiedad de un convento cisterciense en Zwettl, Austria, no sería publicado hasta el siglo xx.
Pese a que Blannbekin es mayormente recordada por sus visiones, en vida fue conocida entre el gran público más bien por su ministerio y por sus extrañas y provocativas manifestaciones de fe.

## Biografía
Blannbekin nació hacia 1244 probablemente en Plambach, Austria, en el seno de una familia de campesinos; debido a que la obra Vida y Revelaciones es la única fuente de información procedente de la propia Agnes de la que se dispone, poco de su vida se conoce con certeza. Su apellido, a veces deletreado Blanbakin, deriva del nombre del pueblo en que supuestamente nació (i.e., Plambachen). A la edad de siete u ocho años, Blannbekin empezó en secreto a dar de comer a los pobres, mientras que con diez u once años comenzó a sentir deseo por el pan sacramental. Alrededor de 1260 se unió a la Tercera Orden de San Francisco en Viena; por el resto de su vida se negó a comer carne, alegando que el cuerpo de Cristo era carne suficiente para ella.
En sus años de juventud, durante los servicios religiosos y las oraciones, Blannbekin empezó a oír voces que explicaban misterios espirituales. Al igual que su más famosa contemporánea Ángela de Foligno, las revelaciones de Agnes fueron dictadas a un confesor franciscano anónimo y transcritas por el fraile Ermenrich posiblemente en 1318 (como muchas místicas de la época, Blannbekin era analfabeta). Se cree que los textos devocionales de mujeres místicas que fueron coescritos pudieron sufrir algún tipo de interferencia por parte de los escribas masculinos, por lo que existen dudas acerca de la validez de las transcripciones. Las visiones de Blannbekin están tipificadas como distintivas del alto devocionalismo medieval y las mismas hacían uso de «técnicas de enseñanza familiares como la enumeración de doce glorias de la Virgen, cinco tipos de confesiones, y cuatro formas de recibir la eucaristía, que se hacen memorables a través de un simbolismo de vívido color e imaginería animal», aunque impregnadas de erotismo. Varios contemporáneos de Blannbekin se apresuraron a desacreditarla, ganando Agnes fama de «extraña». Según un relato, Blannbekin llegó a ser ridiculizada por inclinarse compulsivamente frente a la ventana de un sótano mientras caminaba por la ciudad, aunque posteriormente pasaría a ser respetada cuando en dicho sótano se descubrió una Eucaristía robada; no obstante, este tipo de acontecimientos la llevaron mayormente a ser objeto de «falsas acusaciones y difamaciones». Blannbekin murió en el convento donde residía el 10 de marzo de 1315.

## Extremismo religioso
A la edad de siete u ocho años Agnes empezó a dar comida a los pobres en secreto, continuando a lo largo de su vida con actos de caridad a la vez que practicaba el ayuno y la oración. A los diez u once años anhelaba el pan sacramental, ingresando en la Tercera Orden de San Francisco con aproximadamente dieciséis años y negándose desde entonces a consumir carne debido a que, según Blannbekin, el cuerpo de Cristo era carne suficiente para ella; esto la llevó a vincularse con el legado de místicas que hicieron uso de la comida y el consumo (o la falta del mismo) como vehículo del alma para expresar su deseo por Dios, puesto que el alimento era «una metáfora [y] el camino más directo para encontrarse con Dios». De acuerdo con Caroline Bynum:

... comerse a Cristo es convertirse en Cristo. Cristo se convierte en la recepción de la comunión y en la «imitación» del ascetismo, es el Cristo sangrante y sufriente de la cruz. La carne de Jesús—la carne como cuerpo y alimento—está en el centro mismo de la piedad femenina. Y esta carne es simultáneamente placer y dolor.

Blannbekin pertenece también al rango de mujeres espirituales que con frecuencia ayunaban por largos periodos de tiempo con el fin de ofrecer un sufrimiento a Cristo. La gula («la principal forma de lujuria») constituye uno de los siete pecados capitales en la fe cristiana, además de ser lo opuesto al ayuno («la renuncia más dolorosa»), con la Iglesia predispuesta a considerar el ayuno como acto de santidad, si bien esto ha llevado a la creación de un vehículo para el extremismo religioso el cual ha sido criticado en las últimas décadas. Del mismo modo en que algunos santos recibían los estigmas, las místicas que practicaban el ayuno extremo «sentían que [su] sufrimiento era un servicio—que estaban sufriendo con Cristo y que por tanto sustituían el sufrimiento de los demás, tanto sus enfermedades corporales como su tiempo en el purgatorio», y veían la fisicalidad de su inanición como si su cuerpo «literalmente [se convirtiese] en la carne macerada y salvadora de Cristo». Mediante estos actos de religiosidad, las revelaciones pías poseían cierta literalidad que ayudaba a reforzar el cumplimiento del culto para los cristianos medievales.

## Erotismo místico
Pese a que no todas sus revelaciones fueron consideradas obscenas, algunas incluían visiones de monjes, mujeres y del propio Jesús desnudo, manifestando Agnes haber sentido un éxtasis pseudo-sexual al recibirlas. En una visión, Blannbekin declaró haber sentido el prepucio de Cristo en su lengua:

Llorando y con compasión, empezó a pensar en el prepucio de Cristo, en dónde estaría localizado [tras la resurrección]. Y he aquí que pronto sintió con la mayor dulzura en su lengua un pequeño trozo de piel igual que la piel de un huevo, el cual tragó. Tras haberlo tragado, de nuevo sintió la pequeña piel en su lengua con dulzura como antes, y otra vez la tragó. Y esto le ocurrió alrededor de cien veces. Y cuando la sentía con tanta frecuencia, estaba tentada a tocarla con su dedo. Y cuando quería hacerlo, esa pequeña piel bajaba por sí misma por su garganta. Y le fue dicho que el prepucio fue resucitado con el Señor en el día de la resurrección. Y tan grande era la dulzura de saborear esa pequeña piel que sintió una dulce transformación en todos sus miembros.

Blannbekin se describió a sí misma como acosada por visiones a lo largo del día, a las que definía como «imber lacrimarum» o «lluvia de lágrimas» de Dios. Muchas de estas visiones involucraban luces brillantes; en una de ellas Agnes manifestó haberse sentido «tan llena de luz interior que podía verse a sí misma». Al igual que con la revelación del prepucio, gran parte de sus experiencias místicas incluían el contacto, como ser besada en las mejillas por el Cordero de Dios. Al recibir la Eucaristía, Blannbekin afirmaba saborear a Cristo; en una ocasión, un sacerdore sexualmente inmoral no pudo encontrar el pan sacramental, el cual Agnes declaró haber sentido en su propia boca. Así mismo, Blannbekin manifestó haber ingerido una «refrescante bebida espiritual» de la herida que Longinos provocó a Jesús al clavarle una lanza. De manera similar a la experiencia mística vivida siglos después por Santa Teresa de Ávila, varias supuestas visitas del propio Jesús habrían llegado al extremo de provocar una reacción orgásmica en Agnes:

La propia Agnes se llenaba de tanta excitación en su pecho cada vez que Dios la visitaba que de tan intensa que era atravesaba su cuerpo y lo quemaba [...], no de forma dolorosa sino de lo más placentera.

El erotismo de las visiones de Blannbekin tiene varios precedentes; otras místicas anteriores presentaron imágenes de Cristo con connotaciones de carácter sexual. Sin embargo, la reputación de Agnes durante su vida estuvo ligada más a su comportamiento que al contenido erótico de sus experiencias ya que la relación entre sexualidad y revelación religiosa en las mujeres era algo común en la época.

## Partidarios y detractores
Los eruditos modernos están divididos acerca de las experiencias místicas de Blannbekin. La mayor parte de los testimonios adopta un punto de vista ginocéntrico, analizando, por ejemplo, el erotismo de las imágenes de Cristo en términos de crítica feminista; este aspecto presenta un cambio en la percepción: debido a la tercera ola feminista de principios de la década de 1990 que reintrodujo la positividad del sexo y provocó que la obra de Blannbekin, Vida y Revelaciones, volviese a ocupar el centro de atención medievalista, el trabajo de Agnes reunió una considerable red de apoyos (anteriormente el erotismo entremezclado con revelaciones de carácter religioso era algo tratado con desprecio). Sin embargo, los críticos modernos están más interesados en explicar el prejuicio de la obra de Blannbekin:

Las mujeres medievales, al igual que los hombres, tenían la opción de apoyar o subvertir los esfuerzos de la cristiandad por marginalizar y perseguir grupos como los homosexuales, los leprosos, los judíos y la gente de color. Por lo tanto, encontramos a Agnes repitiendo la leyenda ampliamente conocida sobre la muerte de los sodomitas en el nacimiento de Cristo. Ella condena repetidamente a los judíos, presenta un retrato negativo de los etíopes y asocia la piel oscura con el mal, e interpreta la lepra como una señal de corrupción moral. Cuando se lee desde la perspectiva de cualquiera de estos grupos marginalizados, las creencias religiosas de Agnes son puestas en un agudo relieve como un ejemplo de estrategias hegemónicas cristianas, a menudo exitosas, de emplear a sus miembros subalternos para sus propios fines.